# Коваленко, Олег Евгеньевич
Оле́г Евге́ньевич Ковале́нко (род. 11 февраля 1975, Усть-Каменогорск, Казахская ССР, СССР) — советский и казахстанский хоккеист, защитник.

## Биография
Воспитанник усть-каменогорского хоккея, тренер Владимир Копцов.
В составе сборной Казахстанa участвовал в Олимпийских играх 2006 года и девяти чемпионатах мира. Серебряный призёр зимних Азиатских игр 2003 и 2007 гг. Чемпион Казахстана 1994—1996, 2002—2005, 2007 гг.
В 2010 году закончил игровую карьеру и пополнил тренерский штаб ХК «Казцинк-Торпедо» где отвечает за работу с защитниками.Так же есть брат Юрий Евгеньевич Коваленко.